# Ormesby St Margaret
Ormesby St Margaret är en ort i Storbritannien.   Den ligger i grevskapet Norfolk och riksdelen England, i den sydöstra delen av landet, 180 km nordost om huvudstaden London. Ormesby St Margaret ligger 12 meter över havet och antalet invånare är 2 939.
Terrängen runt Ormesby St Margaret är mycket platt. Havet är nära Ormesby St Margaret österut.  Närmaste större samhälle är Great Yarmouth, 6,8 km söder om Ormesby St Margaret. 